# Света Параскева (Пояна Маре)
„Света Параскева“ (на румънски: Biserica Cuvioasa Paraschiva) е храм на Румънската православна църква в слатинското село Пояна Маре, окръг Олт, Румъния, част от Слатинската епископия на Олтенската митрополия.

## Местоположение
Църквата е разположена в южния край на селото.

## История
Храмът е издигнат около 1833 година от Пътру Чауш. В 1901 година църквата е ремонтирана. Тогава през лятото на 1901 година в нея работи дебърският майстор Мелетий Божинов. Ремонт е направен и в 1939 година, и в 1941 година, когато според надписа е и изписана. Осветена е в 1942 година. Пострадва от Вранчанското земетресение в 1977 година, в 1988 година и в 1990 година повторно е ремонтирана и в 1990 е преосветена.